# 1961年の日本シリーズ
1961年の日本シリーズ（1961ねんのにっぽんシリーズ、1961ねんのにほんシリーズ）は、1961年（昭和36年）10月22日から11月1日まで行われたセ・リーグ優勝チームで監督就任1年目の川上哲治監督率いる読売ジャイアンツとパ・リーグ優勝チームの鶴岡一人監督率いる南海ホークスによる第12回プロ野球日本選手権シリーズである。後楽園球場と大阪球場で行われた。

## 概要
1959年（昭和34年）以来2年ぶり6回目の巨人と南海の対決となった1961年（昭和36年）の日本シリーズは、巨人が南海を4勝2敗で下し、1955年（昭和30年）以来6年ぶりに日本一となった。MVPは打率4割9厘、1本塁打、9得点を挙げた巨人の宮本敏雄が選出された。
南海は20勝を挙げたエースの杉浦忠がペナントレースの終盤で腕のしびれを訴えて戦線離脱し、シリーズも欠場。巨人もチーム最多勝が中村稔の17勝が最高と「20勝投手」が不在であり、マスコミは「エース不在のシリーズ」（朝日新聞）
「エースなき日本シリーズ」（読売新聞)などと評した。
シリーズの日程は、10月12日、日本シリーズ運営委員会によって10月21日土曜日にパリーグ優勝チームの本拠地球場で第1戦が開幕し、7回戦までもつれた場合は、29日の日曜日にパリーグ優勝チームの本拠地で第7戦を開催する予定となっていた。だが、この年のシリーズは、大阪、東京とも雨に祟られ、雨天中止が4度もあり、当初の予定では第7戦が行われるはずの10月29日に、ようやく第4戦が行われた。
4度目の雨天中止となった10月28日、川上は野手組に対し多摩川グラウンドでの練習を命じた。二軍の武宮敏明に、野手組を多摩川球場で練習させると電話で連絡すると、武宮は「このどしゃぶりでどうやって練習なんかやるんだ」と言うと、川上は「とにかく練習するんだ」と手伝いを命じた。選手たちは「こんな雨のなかでいったいどこで練習するんだろうと思った」（森昌彦）、「雨が上がるか、小雨になるかなと期待してたんだけど、ずっと降ってたね」（広岡達朗）、「監督が『練習するぞ』と言ったときはもう狂っているんじゃないかと思った」（王貞治）という反応だったが、雨中での練習を2時間近くこなすと、「よくぞこんな中で練習をやれたという満足感のようなものに変わっていた」（森）、「ぼくはやろうと思えばできるじゃないか、という感じでうけとめた」（広岡）という反応に変わった。川上はこの雨中の練習について「おれたちはやるだけのことはすべてやったんだという開き直りを狙ってやった」と説明している。
そして迎えた第4戦、「日本選手権にいまだかつて見られなかった殺気立った凄まじい波乱」（毎日新聞）が9回に起きた。南海が9回表二死から広瀬叔功の2点本塁打で逆転し、その裏、ジョー・スタンカがリリーフ登板したが、
1. 二死からの一塁手寺田陽介の失策（失策せずに処理（捕球）していれば南海の勝ちで試合終了だった）。
2. その後、二死満塁の場面で、スタンカが打者宮本敏雄を2-1と追い込んでの第4球目に対する球審円城寺満のボールの判定。この判定に対する南海側の抗議。
3. 宮本がスタンカの続く5球目を右翼に放ち、2者が生還した逆転サヨナラタイムリーに。
4. スタンカは本塁へバックアップに入ったがこの時円城寺と衝突、そして、試合終了と同時に南海ナインやコーチが円城寺を取り囲み、突き飛ばしや蹴り飛ばしを行う選手がでるなど騒乱状態となった[9] [10] [11]。

という、一連の事態となった。コミッショナーの井上登は、自宅へセリーグ審判部長の島秀之助、パリーグ審判部長の二出川延明、円城寺ら関係者を呼んで事情聴取した。また、判定をめぐるトラブルへの対処に関連して、第6戦は、審判団の発表の遅れから試合開始も遅れるという事態になった。
なお、巨人が日本シリーズでサヨナラ勝ちを記録したのはこの試合が最初である。日本シリーズ全体では1958年（昭和33年）第5戦での稲尾和久（西鉄、記録は本塁打）以来となるサヨナラゲームとなった。
第4戦が10月29日日曜日に行われると、第5戦が30日月曜日に後楽園で、移動日10月31日をはさんで11月1日に第6戦が行われ、巨人がこの試合を3-2で勝ち、巨人が1955年（昭和30年）以来6年ぶりの日本一となった。

## 試合結果
| 日付                                   | 試合   | ビジター球団（先攻） | スコア   | ホーム球団（後攻） | 開催球場   |
| -------------------------------------- | ------ | -------------------- | -------- | ------------------ | ---------- |
| 10月21日（土）                         | 第1戦  | 雨天中止             | 雨天中止 | 雨天中止           | 大阪球場   |
| 10月22日（日）                         | 第1戦  | 読売ジャイアンツ     | 0 - 6    | 南海ホークス       | 大阪球場   |
| 10月23日（月）                         | 第2戦  | 雨天中止             | 雨天中止 | 雨天中止           | 大阪球場   |
| 10月24日（火）                         | 第2戦  | 読売ジャイアンツ     | 6 - 4    | 南海ホークス       | 大阪球場   |
| 10月25日（水）                         | 移動日 | 移動日               | 移動日   | 移動日             | 移動日     |
| 10月26日（木）                         | 第3戦  | 南海ホークス         | 4 - 5    | 読売ジャイアンツ   | 後楽園球場 |
| 10月27日（金）                         | 第4戦  | 雨天中止             | 雨天中止 | 雨天中止           | 後楽園球場 |
| 10月28日（土）                         | 第4戦  | 雨天中止             | 雨天中止 | 雨天中止           | 後楽園球場 |
| 10月29日（日）                         | 第4戦  | 南海ホークス         | 3 - 4    | 読売ジャイアンツ   | 後楽園球場 |
| 10月30日（月）                         | 第5戦  | 南海ホークス         | 6 - 3    | 読売ジャイアンツ   | 後楽園球場 |
| 10月31日（火）                         | 移動日 | 移動日               | 移動日   | 移動日             | 移動日     |
| 11月1日（水）                          | 第6戦  | 読売ジャイアンツ     | 3 - 2    | 南海ホークス       | 大阪球場   |
| 優勝：読売ジャイアンツ（6年ぶり5回目） |        |                      |          |                    |            |

### 第1戦
|      | 1 | 2 | 3 | 4 | 5 | 6 | 7 | 8 | 9 | R | H  | E |
| ---- | - | - | - | - | - | - | - | - | - | - | -- | - |
| 巨人 | 0 | 0 | 0 | 0 | 0 | 0 | 0 | 0 | 0 | 0 | 3  | 1 |
| 南海 | 0 | 2 | 0 | 1 | 1 | 1 | 1 | 0 | X | 6 | 10 | 0 |

1. 勝利：スタンカ（1勝）
2. 敗戦：中村稔（1敗）
3. 本塁打
［南］：野村1号（2回ソロ・中村稔）、穴吹1号（4回ソロ・中村稔）、寺田1号（7回ソロ・堀内）
4. 審判
［球審］二出川
［塁審］津田・上田・円城寺
［外審］田川・瀧野
5. 試合時間：2時間19分

大阪球場で始まった第1戦は、10月21日の予定が雨で順延となり翌22日開幕となった。2回、野村克也の先制ソロ本塁打、更に二死満塁から半田春夫の三塁手長嶋茂雄を襲う内野安打で合計2点。更に穴吹義雄、寺田陽介の本塁打などで4回から7回まで連続得点。南海の先発スタンカは許した出塁がわずかに4（3安打1四球）、いずれも併殺に仕留め、打者27人の完封勝利。
ただ、南海の快勝と言える第1戦の結果が、南海の過信につながったと振り返る見方が、本シリーズ終了時などに示されている。
公式記録関係（日本野球機構ページ）

### 第2戦
|      | 1 | 2 | 3 | 4 | 5 | 6 | 7 | 8 | 9 | R | H  | E |
| ---- | - | - | - | - | - | - | - | - | - | - | -- | - |
| 巨人 | 0 | 0 | 1 | 2 | 0 | 1 | 0 | 2 | 0 | 6 | 14 | 1 |
| 南海 | 0 | 0 | 0 | 0 | 0 | 0 | 0 | 3 | 1 | 4 | 7  | 3 |

1. 勝利：堀本（1勝）
2. 敗戦：皆川（1敗）
3. 本塁打
［南］：穴吹2号（8回ソロ・堀本）
4. 審判
［球審］筒井
［塁審］浜崎・瀧野・田川
［外審］円城寺・上田
5. 試合時間：2時間41分

続く第2戦はまた雨で1日延びた。南海の先発、祓川正敏は1回、2回と走者を2人ずつ出す苦しいピッチング。鶴岡監督は、3回に早くも祓川を諦め、皆川睦雄を送るが、3回パスボールで1点を失うと、4回には広岡達朗、塩原明の連続タイムリーで2点追加。さらに6回に高林恒夫のタイムリーヒットによる1点、8回にも2点を挙げ、第1戦とは逆に6-0とした。しかし南海は8回裏穴吹の本塁打を皮切りに3点を挙げ、9回にも野村のタイムリー二塁打で2点差まで詰め寄るが、巨人は堀本律雄、中村稔の継投で乗り切った。
巨人はこの第2戦の勝利で、1958年第4戦から続いていた日本シリーズでの連敗を9で止めた。9連敗は現在も日本シリーズ最多連敗記録として残っている
公式記録関係（日本野球機構ページ）

### 第3戦
|      | 1 | 2 | 3 | 4 | 5 | 6 | 7 | 8 | 9 | R | H | E |
| ---- | - | - | - | - | - | - | - | - | - | - | - | - |
| 南海 | 0 | 0 | 4 | 0 | 0 | 0 | 0 | 0 | 0 | 4 | 5 | 3 |
| 巨人 | 0 | 1 | 0 | 1 | 0 | 0 | 3 | 0 | X | 5 | 8 | 1 |

1. 勝利：伊藤（1勝）
2. 敗戦：スタンカ（1勝1敗）
3. 本塁打
［巨］：宮本1号（4回ソロ・スタンカ）
4. 審判
［球審］田川
［塁審］筒井・浜崎・瀧野
［外審］上田・津田
5. 試合時間：2時間23分

移動日を挟んで場所を後楽園球場に移しての第3戦。1点リードされた3回、南海は広瀬叔功、杉山光平の連続タイムリーで3点を奪い逆転し、巨人先発の藤田元司をKO。結局この回一挙4点。しかし巨人は4回に宮本敏雄のソロ本塁打で追い上げると、7回には坂崎一彦の適時打で1点を返した後、長嶋茂雄、宮本の連打で逆転した。対戦成績は巨人の2勝1敗となった。なお、この試合の3回裏にスタンカは長嶋に対して危険球まがいの投球を行った。ここでは長嶋がスタンカに対して抗議するに留まり大事には至らなかったが、その後の大波乱を示唆したものと言えた。
公式記録関係（日本野球機構ページ）

### 第4戦
|      | 1 | 2 | 3 | 4 | 5 | 6 | 7 | 8 | 9  | R | H | E |
| ---- | - | - | - | - | - | - | - | - | -- | - | - | - |
| 南海 | 0 | 1 | 0 | 0 | 0 | 0 | 0 | 0 | 2  | 3 | 3 | 1 |
| 巨人 | 0 | 0 | 2 | 0 | 0 | 0 | 0 | 0 | 2x | 4 | 8 | 0 |

1. 勝利：堀本（2勝）
2. 敗戦：森中（1敗）
3. 本塁打
［南］：杉山1号（2回ソロ・堀本）、広瀬1号（9回2ラン・堀本）
4. 審判
［球審］円城寺
［塁審］上田・津田・二出川
［外審］筒井・田川
5. 試合時間：2時間18分

第3戦の後、10月27日と10月28日は雨で第4戦が順延となった。南海は、南海は1－2とリードされた9回表二死から広瀬の2ラン本塁打で逆転し、9回裏、無死一塁からスタンカが4戦中3試合目の登板となり、ここから波乱が続いた。
二死から藤尾茂が打ち上げた打球を一塁手の寺田陽介が飛球をミットに触れながら落としてしまい（この場面を鶴岡は後に執筆した「私の履歴書」で「20年以上たった今も、忘れようにも忘れられない」と振り返っている）、二死一、二塁。その後、長嶋茂雄のゴロを三塁手の小池兼司が打球をファンブルし、二死満塁となった。しかし、スタンカ、野村のバッテリーは次の宮本敏雄を2-1と追い込む。そして次の球が外角低めに決まり、ゲームセットかと思った野村が腰を浮かせたところ、球審・円城寺満はボールの判定。
スタンカ、野村のバッテリーが激昂し、南海の内野手らも円城寺に近寄り不満をあらわにし、鶴岡監督は抗議に出るが、当然、判定が覆るわけもなく、次の投球を宮本が適時打として2者生還。このときスタンカはバックアップに入る際に円城寺に衝突して倒し 、円城寺は倒れたままでサヨナラの走者の生還を宣告したという。
一連の動きはシリーズの分岐点と位置づけられ、捕手の野村は、この円城寺球審の判定に関して、捕球後腰を浮かせたことが判定に影響した可能性を悔やんでいる。そして、「円城寺 あれがボールか 秋の空」という詠み人知らずの句が詠まれた 。
円城寺はセ・リーグ所属であったが、後に1969年（昭和44年）の日本シリーズ第4戦での判定をめぐるトラブルに際して（日本シリーズ初の退場事件）、阪急ブレーブス監督の西本幸雄は、セ・リーグ所属審判員全体に対する不信感を述べるにあたり、この円城寺判定を持ち出している。
なお、この試合の敗戦投手は現ルールではスタンカだが、当時は「先攻チームが表に勝ち越しても、その裏に同点になっていない場合、最初にリードを許した投手の負け星は消えない」というルールだったため、敗戦投手は先制を許した森中となっている。
本シリーズ開催後の翌1962年（昭和37年）3月7日に公開された東宝映画『続サラリーマン清水港』（『社長シリーズ』の一本。監督：松林宗恵）内で、「清水屋」×「黒駒醸造」の社会人野球が行われているが、この試合の決着は、第4戦のパロディである。
公式記録関係（日本野球機構ページ）

### 第5戦
|      | 1 | 2 | 3 | 4 | 5 | 6 | 7 | 8 | 9 | R | H | E |
| ---- | - | - | - | - | - | - | - | - | - | - | - | - |
| 南海 | 2 | 1 | 0 | 0 | 2 | 0 | 0 | 0 | 1 | 6 | 9 | 1 |
| 巨人 | 1 | 0 | 0 | 0 | 0 | 1 | 0 | 1 | 0 | 3 | 7 | 2 |

1. 勝利：スタンカ（2勝1敗）
2. 敗戦：藤田（1敗）
3. 本塁打
［南］：寺田2号（2回ソロ・伊藤）、野村2号（5回2ラン・伊藤）
［巨］：長嶋1号（6回ソロ・スタンカ）
4. 審判
［球審］浜崎
［塁審］瀧野・二出川・津田
［外審］田川・筒井
5. 試合時間：2時間28分

続く第5戦、南海は第4戦でサヨナラ負けを喫したスタンカを先発マウンドに送った。試合は1回表、森下整鎮、広瀬が連続ヒットを放つと、川上監督は早くも先発の藤田に代えて伊藤をリリーフに送った。その伊藤が暴投、さらに緩いゴロの間にも走者の生還を許し、南海が2点先制。その裏、巨人は前日のヒーロー宮本がタイムリーヒットを放つが、2回表には寺田が2号本塁打。6回にも野村の2ラン本塁打で追加点を挙げ、巨人を突き放した。巨人も長嶋の本塁打などで追い上げを見せるが、結局スタンカが完投勝利。南海が勝ち対戦成績を2勝3敗とした。なお、この試合でスタンカが因縁の相手宮本にビーンボールまがいの球を投げ、怒った宮本がバットを持ったままスタンカに詰め寄り、両軍入り乱れ一触即発のムードが漂った。
公式記録関係（日本野球機構ページ）

### 第6戦
|      | 1 | 2 | 3 | 4 | 5 | 6 | 7 | 8 | 9 | 10 | R | H | E |
| ---- | - | - | - | - | - | - | - | - | - | -- | - | - | - |
| 巨人 | 0 | 2 | 0 | 0 | 0 | 0 | 0 | 0 | 0 | 1  | 3 | 8 | 0 |
| 南海 | 0 | 1 | 0 | 0 | 0 | 0 | 0 | 1 | 0 | 0  | 2 | 7 | 0 |

1. 勝利：中村稔（1勝1敗）
2. 敗戦：スタンカ（2勝2敗）
3. 本塁打
［巨］：王1号（2回2ラン・皆川）
［南］：野村3号（2回ソロ・堀本）、寺田3号（8回ソロ・堀本）
4. 審判
［球審］瀧野
［塁審］上田・筒井・二出川
［外審］津田・浜崎
5. 試合時間：2時間45分

月と場所が変わっての第6戦は、審判団の発表が遅れ、予定より7分遅れで開始された。これは、球審を務めることとなっていた滝野通則の起用が疑問視され、コミッショナー側も球審の変更を考えたが、審判「忌避」につながるという問題点から変更はなされなかったものという。
2回表、巨人は王貞治の日本シリーズ1号となる2ラン本塁打で先制したが、南海も、2回裏の野村の本塁打と8回裏に寺田の2試合連続となる本塁打で、2-2で延長戦となった。10回表に巨人が、坂崎のタイムリー安打で勝ち越したが、坂崎の打球は、二塁手森下、中堅手大沢昌芳、右翼手杉山の間に落ちたもので、このシリーズで散見された南海側の守備のほころびの一例ともされる。なお、打たれたスタンカは、7回から、このシリーズ5試合目の登板だった。
これが決勝点となり、巨人が1955年（昭和30年）以来、6年ぶりの日本一を果たすと同時に、川上監督は就任1年目での日本シリーズ制覇となった。
公式記録関係（日本野球機構ページ）

## 表彰選手
- 最優秀選手賞、首位打者 宮本敏雄 (巨)
- 敢闘賞 ジョー・スタンカ (南)
- 技能賞 中村稔 (巨)
- 優秀選手賞 塩原明 (巨)
- 最優秀投手賞 堀本律雄 (巨)

## テレビ・ラジオ中継

### テレビ中継
- 第1戦:10月22日
  - NHK総合　実況：岡田実　解説：小西得郎
  - よみうりテレビ≪日本テレビ系列≫　実況:越智正典（日本テレビ）　解説：藤村富美男、南村侑広
  - 朝日放送≪TBS系列≫　実況：西村一男　解説：芥田武夫　ゲスト解説：水原茂（東映監督）
- 第2戦:10月24日
  - NHK総合　実況：斎藤政男　解説：苅田久徳
  - 朝日放送≪TBS系列≫　実況：西村一男　解説：芥田武夫　ゲスト解説：水原茂
- 第3戦:10月26日
  - 日本テレビ　実況：大平和夫　解説：藤村富美男、楠安夫
- 第4戦:10月29日
  - 日本テレビ　実況:越智正典　解説：南村侑広、楠安夫
- 第5戦:10月30日
  - 日本テレビ　実況:越智正典　解説：南村侑広、楠安夫
- 第6戦:11月1日
  - 朝日放送≪TBS系列≫　実況:植草貞夫　解説：芥田武夫　ゲスト解説：水原茂

※当時、南海の主催ゲームは毎日放送に優先権があったが、上記のとおりとなった。

### ラジオ中継
- 第1戦:10月22日
  - NHKラジオ第2　実況：斎藤政男　解説：松木謙治郎
  - TBSラジオ・朝日放送　実況：中村哲夫　解説：大和球士、笠原和夫
  - ラジオ関東（現・ラジオ日本）　実況：島碩弥　解説：児玉利一、山根俊英
  - 毎日放送　実況：佐々木良三　解説：大島信雄　ゲスト：田宮謙次郎（大毎）
- 第2戦:10月24日
  - NHKラジオ第2　実況：岡田実　解説：加藤進
  - ラジオ関東・ラジオ関西　実況：奥田博之（ラジオ関西）　解説：児玉利一、青田昇、横沢三郎
  - 朝日放送　解説：笠原和夫
  - 毎日放送　実況：佐々木良三　解説：大島信雄　ゲスト：田宮謙次郎
- 第3戦:10月26日
  - NHKラジオ第2　実況：鈴木文彌　解説：苅田久徳
  - ラジオ関東・ラジオ関西　実況：島碩弥　解説：児玉利一
  - 毎日放送　解説：大島信雄
  - ラジオ京都など（TBSラジオ制作裏送り）　実況：岡部達　解説：大和球士
- 第4戦:10月29日
  - NHKラジオ第2　実況：岡田実　解説：松木謙治郎
  - ラジオ関東　実況：島碩弥　解説：児玉利一
  - 朝日放送など（TBSラジオ制作裏送り）　実況：渡辺謙太郎　解説：土屋亨
  - 毎日放送　解説：大島信雄
- 第5戦:10月30日
  - NHKラジオ第2　実況：斎藤政男　解説：小西得郎
  - ラジオ関東　実況：島碩弥　解説：児玉利一
  - 毎日放送　解説：大島信雄
  - ラジオ京都など（TBSラジオ制作裏送り）　実況：渡辺謙太郎　解説：大和球士
- 第6戦:11月1日
  - NHKラジオ第2　実況：岡田実 解説：加藤進
  - ラジオ関東・ラジオ関西　実況：宗国博一（ラジオ関西）　解説：横沢三郎　ゲスト：林家染丸（三代目）
  - 朝日放送　解説：笠原和夫
  - 毎日放送　解説：大島信雄